# Skreabanan

Skreabanan var en racerbana vid Skrea, strax söder om Falkenberg. Banan var lagd på avlysta sträckor av allmän väg. Banan användes under åren 1952 till 1965. Den ersattes av Falkenbergs Motorbana.